# Mustafa Ali
Adeel Alam (* 28. März 1986 in Bolingbrook, Chicago), bekannt unter seinem Ringnamen Mustafa Ali, ist ein amerikanischer Wrestler. Momentan ist er ein sog. freelance performer und tritt sowohl bei New Japan Pro-Wrestling (NJPW) als auch bei Total Nonstop Action Wrestling (TNA) auf. Bei letzterem ist er in seiner ersten Titelregentschaft als aktueller TNA X Division Champion. Er hatte zuletzt auch Auftritte in der Independent-Szene. Am besten bekannt ist er allerdings für seine Zeit in der WWE von 2016 bis 2023.
Bevor er bei der WWE unterschrieb, war Alam nach seinem Debüt im Jahr 2003 im sog. Independent Circuit tätig und arbeitete zudem vier Jahre lang als Polizeibeamter in einem Vorort von Chicago. Im Jahr 2016 nahm er als Ersatzkämpfer am Cruiserweight Classic teil und verdiente sich durch seine Leistungen einen Vollzeitvertrag bei WWE. Er arbeitete zunächst für deren neue Cruiserweight Division als Teil der 205 Live Marke. Im Dezember 2018 wechselte er zum SmackDown-Brand und verließ die Cruiserweight Division, wo sein Ringname von März 2019 bis November 2019 auf Ali verkürzt wurde. Im Juli 2020 wurde er zum Raw-Brand versetzt. Im Oktober desselben Jahres zeigte er sich als Anführer des schurkischen Stables Retribution. Im September 2023 wurde er als einer von vielen bekannten Namen, darunter z. B. Dolph Ziggler, Matt Riddle und Shelton Benjamin, unerwartet aus der WWE entlassen.

## Wrestling-Karriere

### Free Agent (2003–2016)
Er gab sein professionelles Wrestling-Debüt am 2. Februar 2003. Er arbeitete in verschiedenen Promotionen, darunter Dreamwave Wrestling, wo er ehemaliger Dreamwave Alternative Champion und Dreamwave Heavyweight Champion war. Er trat auch in anderen Promotionen auf, darunter All American Wrestling (AAW), Freelance Wrestling, GALLI Lucha Libre, IWA Mid-South, Jersey All Pro Wrestling (JAPW), National Wrestling Alliance (NWA), Proving Ground Pro und WrestleCircus. Während seiner ersten sechs Jahre, als professioneller Wrestler benutzte er eine Maske, um nicht diskriminiert zu werden. Er tat alles tagsüber, während er als Polizist in der Nachtschicht arbeitete.

### World Wrestling Entertainment (2016–2023)
Am 25. Juni 2016, nachdem der brasilianische Wrestler Zumbi, aufgrund von Visa-Problemen nicht am Cruiserweight Classic-Turnier teilnehmen konnte, kündigte WWE an, dass Mustafa Ali ihn ersetzen würde. Am 20. Juli wurde Ali in der ersten Runde von Lince Dorado aus dem Turnier eliminiert. Ali erschien in der Folge von NXT vom 26. Oktober, in der er und Dorado in das Dusty Rhodes Tag Team Classic eintraten, aber in der ersten Runde von Kota Ibushi und TJ Perkins eliminiert wurden.
In der Folge von 205 Live vom 13. Dezember 2016 gab Ali sein Debüt, für die Marke und rang Lince Dorado zu einem doppelten Countout. Am 23. Januar 2017 gab Ali sein Raw-Debüt in Zusammenarbeit mit Jack Gallagher und TJ Perkins, um Ariya Daivari, Drew Gulak und Tony Nese zu besiegen. Im Februar 2018 begann Ali am Cruiserweight Championship-Turnier teilzunehmen. Er besiegte Gentleman Jack Gallagher in der ersten Runde, Buddy Murphy im Viertelfinale und Drew Gulak im Halbfinale, um das Finale bei WrestleMania 34 zu erreichen. Bei WrestleMania am 8. April verlor Ali gegen Cedric Alexander und konnte die NXT Cruiserweight Championship nicht gewinnen.
Während seiner Zeit in 205 Live, erlangte Ali die Aufmerksamkeit des WWE-Vorsitzenden Vince McMahon, der sich entschied, ihn zu SmackDown zu schicken. Laut dem ehemaligen WWE-Autor Kazeem Famuyide, drängte der damalige WWE-Champion Daniel Bryan hinter die Kulissen, ein „heißes junges Babyface“ im Fernsehen zu sehen, und argumentierte, dass alle Babygesichter, die sie hatten, 40 Jahre alt waren. Dies führte dazu, dass das Management Ali für diesen Vorhaben auswählte. Ali trat zum ersten Mal in der SmackDown Live-Folge vom 11. Dezember 2018 auf, konfrontierte Daniel Bryan und verlor später in dieser Nacht gegen ihn. In der folgenden Woche auf SmackDown Live, wurde Ali als Vollzeit-SmackDown-Kadermitglied bestätigt und arbeitete mit AJ Styles zusammen, um Daniel Bryan und Andrade Almas in einem Tag-Team-Match zu besiegen. Beim Royal Rumble am 27. Januar 2019 nahm Ali an dem gleichnamigen Match teil, das 30 Minuten dauerte und Shinsuke Nakamura und Samoa Joe eliminierte, bevor er von Nia Jax eliminiert wurde. Im Februar sollte Ali im Elimination Chamber Match, um die WWE Championship bei Elimination Chamber antreten. Er wurde jedoch, aufgrund einer schweren Verletzung herausgezogen und durch Kofi Kingston ersetzt. Bei der Survivor Series 2019 trat Ali, als Mitglied des Teams SmackDown an und wurde von Seth Rollins eliminiert. Sein Team gewann jedoch das Match. Im Anschluss daran wurde Ali aus dem Fernsehen genommen.
Nach seiner Rückkehr gab er sich, als der Hacker bei den damaligen Shows von SmackDown bekannt. Er teilte mit, dass er der Anführer der Gruppierung Retribution sei. Sie begannen hiernach eine Fehde mit The Hurt Business bestehend aus Bobby Lashley, MVP, Shelton Benjamin und Cedric Alexander. Diese Fehde konnten sie jedoch nicht gewinnen. Am 21. März 2021 verlor er ein Match um die WWE United States Championship gegen Riddle. Nach dem Match schrie er seine Retribution Mitglieder an, darauf wurde er von diesen attackiert.
Am 1. Oktober 2021 wurde er beim WWE Draft zu SmackDown gedraftet. Am 25. April 2022 kehrte er bei der Raw-Ausgabe zurück und besiegte The Miz. Nach dem Match wurde er jedoch von Tommaso Ciampa attackiert. Am 5. Juni 2022 bestritt er bei Hell In A Cell (2022) ein Match um die WWE United States Championship gegen Theory, den Titel konnte er jedoch nicht gewinnen.

### Rückkehr zum Independent Circuit (seit 2023)
Am 21. Dezember 2023 kündigte Ali an, dass er unabhängige Bookings annehmen würde. Am 6. Januar 2024 hatte Ali seinen ersten Auftritt nach der WWE bei der 20. Jubiläumsshow der Association les Professionnels du Catch (APC), wo er Aigle Blanc besiegte. Ali kündigte auch Auftritte bei Game Changer Wrestling (GCW) bei No Compadre am 12. Januar, Progress Wrestling bei Chapter 162: Light of The Dragon am 28. Januar und DEFY Wrestling am 9. Februar. Am 18. Februar gab Ali sein Debüt für Revolution Pro Wrestling (RevPro) bei High Stakes, wo er gegen Robbie X gewann.

### New Japan Pro Wrestling (seit 2024)
Bei Battle in the Valley gab Ali in einer vorab aufgezeichneten Vignette sein Debüt bei New Japan Pro-Wrestling (NJPW) und forderte Hiromu Takahashi zu einem Match bei Windy City Riot heraus.

### Total Nonstop Action Wrestling (seit 2024)
In der Episode von TNA Impact! am 25. Januar hatte Ali seinen ersten Auftritt bei TNA in einer vorab aufgezeichneten Vignette, in der er seinen Beitritt zur Promotion ankündigte. Er würde die TNA X Division Championship bei No Surrender gewinnen. Dies markierte Alis ersten Championship Titel in einem großen Unternehmen (und war auch der erste in der Geschichte von TNA, der den Titel in seinem Debüt-Match gewann).

## Titel und Auszeichnungen
- Dreamwave Wrestling
  - Dreamwave Alternative Championship (1×)
  - Dreamwave World Championship (1×)

- Elite Pro Wrestling
  - EPW Pro Television Championship (1×)

- Freelance Wrestling
  - Freelance World Championship (1×)

- Jersey All Pro Wrestling
  - JAPW Light Heavyweight Championship (1×)

- Midwestern States Pro Wrestling
  - MSPW Heritage Championship (1×)

- Proving Ground Pro
  - PGP Franchise Championship (1×)

- Pro Wrestling Illustrated
  - Nummer 55 der Top 500 Wrestler in der PWI 500 in 2019

- Total Nonstop Action Wrestling(TNA)
  - TNA X Division Championship

## Persönliches
Alam ist Muslim. Er heiratete seine Frau im Januar 2011, und sie haben zwei Töchter und einen Sohn.
Alam ist pakistanischer und indischer Herkunft; allerdings vertrat er bei seinem WWE-Debüt bei den Cruiserweight Classic nur Pakistan, da bereits zwei indische Wrestler antraten. Im Januar 2017 wurde Alam von seinen pakistanischen Fans kritisiert, weil er keine pakistanische Flagge trug und das Land nicht repräsentierte. Er erklärte: „Ich kümmere mich nicht um die Nationalität. Ich kümmere mich um die Einheit. Ich möchte niemanden beleidigen. Ich sage nur, dass ich das Gefühl habe, dass die Nationalität uns als Menschen nicht definiert, sondern uns trennt.“
Alam verbrachte vier Jahre als Polizeibeamter in Homewood, Illinois, einem Vorort südlich von Chicago, um seine Familie zu unterstützen, bevor er bei der WWE unter Vertrag genommen wurde.

## Weitere mediale Präsenz
Ali gab sein Debüt als spielbarer Charakter in WWE 2K19 und ist seitdem in WWE 2K20, WWE 2K22 und WWE 2K23 erschienen. Außerdem war er 2009 Gegenstand eines Dokumentarfilms, der sich mit den Problemen muslimischer Wrestler befasste, die als sog. Heels gebucht und als Terroristen stereotypisiert werden.